# Sergio Rodríguez (Basketballspieler)
Sergio Rodríguez Gómez (* 12. Juni 1986 in Santa Cruz de Tenerife) ist ein ehemaliger spanischer Basketballspieler. Er spielte auf der Position des Point Guards. Mit der spanischen Nationalmannschaft wurde Rodríguez Welt- und Europameister. Seine Stärken waren das Passspiel und sein Spielverständnis.

## Werdegang

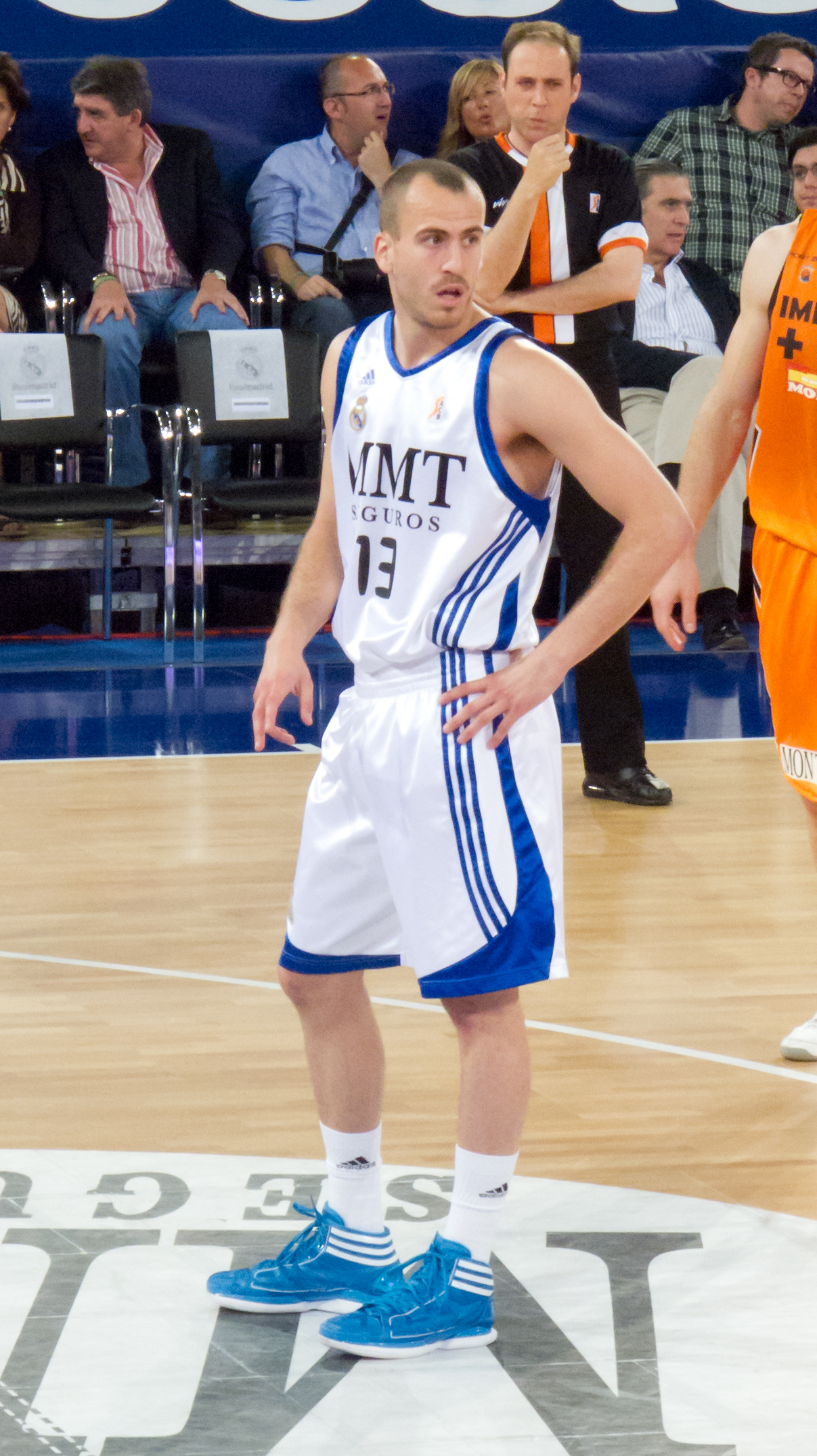
Rodríguez bei Real Madrid im Mai 2011

Der 1,91 Meter große Rodríguez begann seine Laufbahn in der Mannschaft seiner Schule Colegio La Salle San Ildefonso in Santa Cruz de Tenerife. Von dort wechselte er zu den Vereinen Tenerife CB und ab 2000 zu Siglo XXI, einer Basketballakademie in Getxo. Im Jahr 2003 verpflichtete CB Estudiantes den talentierten Point Guard und setzte ihn in der B-Mannschaft des Vereins ein. Sein Debüt im A-Kader feierte er am 13. Juni 2004 in einem Playoffspiel um die spanische Meisterschaft gegen den FC Barcelona. Schnell stieg Rodríguez zu einer der größten Hoffnungen des spanischen Basketballs auf und wurde in der Spielzeit 2004/05 zur Entdeckung der Saison der Liga ACB gewählt.
Nach drei Jahren bei den Madrilenen wurde er im NBA-Draft 2006 an der 27. Stelle der ersten Runde von den Phoenix Suns ausgewählt und zu den Portland Trail Blazers transferiert, für diese spielte er drei Jahre. Im Sommer 2009 wechselte Rodríguez zu den Sacramento Kings, doch schon im Februar 2010 transferierten ihn die Kalifornier zu den New York Knicks. In der nordamerikanischen Profiliga konnte sich Rodríguez jedoch nie durchsetzen und kam zumeist von der Bank ins Spiel. Seine beste Zeit erlebte er bei den Knicks, wo er es in durchschnittlich 19,7 Minuten auf 7,4 Punkte und 3,4 Assists pro Spiel brachte.
Im Sommer 2010 ging er zurück in seine Heimat, zu Real Madrid, wo er einen bis 2013 laufenden Vertrag unterschrieb. Nach einem titellosen ersten Jahr eroberte Rodríguez 2011/12 mit seiner Mannschaft den Sieg im Pokalwettbewerb. Zu Beginn der Saison 2012/13 folgte der Gewinn des spanischen Supercups, zudem erreichte er mit Real Madrid das Endspiel der EuroLeague und beendete das Jahr mit dem Sieg in der Meisterschaft. Er selbst wurde aufgrund seiner starken Leitungen als bester Point Guard ins All-Tournament Team der Liga gewählt.
2016 kehrte der Spanier in die NBA zurück und spielte ein Jahr lang für die Philadelphia 76ers. Aber bereits nach der Saison 2016/17 verließ Rodríguez die Liga wieder und unterschrieb einen Vertrag bei PBK ZSKA Moskau. Laut Basketball-Fachleuten kommen die basketballerischen Qualitäten Rodríguez’ im weniger athletischen Basketball in Europa besser zur Geltung.
Im Sommer 2019 wechselte er zum italienischen Rekordmeister Olimpia Milano. Mit den Mailändern wurde er 2022 italienischer Meister. Hernach ging er zu Real Madrid zurück. Als er mit Madrid im Mai 2023 die Euroleague gewann, war Rodríguez im Endspiel mit 15 Punkten der beste Korbschütze seiner Mannschaft und bereitete des Weiteren neun Korberfolge seiner Nebenmänner vor.
In der Spielzeit 2023/24 holte er mit Real drei Titel: Spanischer Meister, Pokalsieger und Supercupsieger. Im Juni 2024 gab Rodríguez das Ende seiner Spielerlaufbahn bekannt.

### Nationalmannschaft
Rodríguez feierte bereits im Nachwuchs seine ersten Erfolge für die spanische Nationalmannschaft. Im Jahr 2004 gewann er durch ein 89:71 im Endspiel gegen die Türkei die U18-Europameisterschaft. Im Turnier erzielte er durchschnittlich 19 Punkte und verteilte 8,5 Assists pro Spiel und wurde für seine Leistungen zum MVP gewählt.
Am 28. August 2005 feierte der damals knapp 19-Jährige gegen Frankreich sein Debüt in der A-Nationalmannschaft. Kurz darauf war er Teil des Aufgebots bei der Europameisterschaft, scheiterte jedoch hier im Spiel um den dritten Platz an Frankreich. Sein größter Erfolg mit der Auswahl Spaniens gelang bei der Basketball-Weltmeisterschaft 2006 in Japan, wo er die Goldmedaille gewann. Besonders seine Leistung im Halbfinale der WM 2006, als er zum 75:74-Sieg über Argentinien 14 Punkte beitrug, blieb in Erinnerung.
Bei der Europameisterschaft 2007 im eigenen Land scheiterte Rodríguez mit Spanien im Endspiel an Russland und holte Silber. 2015 wurde er dann Europameister, Rodríguez trug im Schnitt 9,9 Punkte je Turnierspiel zum Erfolg bei. Im August 2021 gab er nach 114 Länderspielen (885 Punkte und 456 Korbvorlagen) seinen Rücktritt aus der Nationalmannschaft bekannt.

### Funktionär
Anfang Juli 2025 wurde Rodríguez Sportdirektor von Real Madrid.

## Erfolge
- Real Madrid
  - EuroLeague: 2014/15, 2018/19, 2022/23
  - Intercontinental Cup: 2015
  - Spanische Meisterschaft: 2012/13, 2014/15, 2015/16, 2023/24
  - Spanischer Pokal: 2011/12, 2013/14, 2014/15, 2015/16, 2023/24
  - Spanischer Supercup: 2012, 2013, 2014, 2022, 2023
- ZSKA Moskau
  - Sieger VTB United League: 2018, 2019

- Olimpia Milano
  - Italienische Meisterschaft: 2022
  - Italienischer Pokal: 2021, 2022
  - Italienischer Supercup: 2020

- Nationalmannschaft
  - Olympische Medaillen: 2012 (Silber), 2016 (Bronze)
  - Weltmeister: 2006
  - Europameister: 2015
  - Zweiter der Europameister: 2007
  - Dritter der Europameister: 2013, 2017
  - U18-Europameister 2004

- Ehrungen
  - Wahl ins All-Tournament Team bei der Basketball-Europameisterschaft 2015
  - MVP der Saison der EuroLeague 2013/14
  - Wahl ins All-Euroleague First Team 2013/14
  - MVP des Spanischen Supercups 2013
  - All-Tournament Team der Liga ACB 2012/13, 2013/14, 2015/16
  - Entdeckung der Saison der Liga ACB 2004/05
  - MVP und Wahl ins All-Tournament Team bei der U18-Europameisterschaft 2004